# Karin Reihammar
Karin Elise Reihammar, född 18 juni 1923 i Sättra, Gärdslösa socken, Kalmar län, död 4 oktober 1991, var en svensk målare.  
Hon var dotter till lantbrukaren Rupert Johansson och Hanna Carlsson. Reihammar studerade vid Otte Skölds målarskola i Stockholm 1952 och vid Gerlesborgsskolan i Bohuslän 1956. Tillsammans med Anna-Lisa Solfors ställde hon ut i Kalmar 1959 och debuterade med en separatutställning i Vassmolösa 1960. Hon har därefter medverkat i ett antal samlingsutställningar. Hennes konst består av stilleben och landskap utförda i olja.